# جامعة بوند
جامعة بوند (بالإنجليزية: Bond University)‏ هي جامعة خاصة من جامعات ولاية كوينزلاند شرقي أستراليا. تأسست في عام 1987.